# Use Your Illusion I
《Use Your Illusion I》은 미국의 록 밴드 건즈 앤 로지스의 세 번째 스튜디오 음반으로, 《Use Your Illusion II》와 같은 날에 발매된다. 두 음반 모두 Use Your Illusion Tour와 함께 발매되었다. 이 음반은 빌보드 200 차트 2위로 데뷔해 첫 주 68만 5,000장이 팔리며 《Use Your Illusion II》의 첫 주 판매량 77만장에 이어 1위를 차지했다. 닐슨 사운드스캔에 따르면, 《Use Your Illusion I》는 2010년 현재 미국에서 5,502,000장이 팔렸다고 한다. 각각의 《Use Your Illusion》 음반은 미국 음반 산업 협회로부터 7배 플래티넘 인증을 받았다. 1992년 그래미 어워드 후보에 올랐다.

## 배경
《Use Your Illusion》 음반은 건즈 앤 로지스의 사운드의 전환점을 나타낸다. 비록 밴드는 1987년 《Appetite for Destruction》로 알려지게 된 공격적인 하드 록 사운드를 버리지 않았지만, 《Use Your Illusion I》는 블루스, 클래식 음악, 헤비 메탈, 펑크 록, 클래식 로큰롤의 요소를 결합한 새로운 음악적 성숙함을 보여주었다. 이 음반은 《Use Your Illusion II》뿐만 아니라 가수 액슬 로즈와 키보디스트 디지 리드가 여러 곡에 피아노를 사용했다는 것을 예시하고 있다. 《Use Your Illusion I》는 세 곡 중 두 곡인 〈November Rain〉와 〈Don't Cry〉를 수록하고 있는데, 이 곡의 비디오는 삼부작으로 간주된다. 세 번째 곡인 〈Estranged〉는 《Use Your Illusion II》에서 찾을 수 있다.
밴드의 초기 작품과 비교했을 때 다른 음의 또 다른 요인은 스티븐 애들러를 대신한 전 더 컬트의 드러머 맷 소럼의 합류다. 애들러는 헤로인 중독으로 그룹에서 해고되었다. 기타리스트 이지 스트래들린은 "애들러의 스윙 감각은 노래들에게 그들의 느낌을 주는 밀고 당기는 것이었어요. 그게 사라졌을 때, 그건 그냥.. 그냥.. 그냥.. 였어요. 믿을 수 없어요, 이상해요. 아무 효과가 없었어요. 저는 스티브를 계속하는 게 더 좋았을 텐데, 우리는 2년 동안 휴가를 냈고 더 이상 기다릴 수 없었어요."
이 음반에 수록된 여러 곡들은 밴드의 초창기에 쓰여졌으며, 초기 데모 테이프를 모은 해적판 음반 《The Rumbo Tapes》에서 찾아볼 수 있다. 〈Back Off Bitch〉, 〈Bad Obsession〉, 〈Don't Cry〉(이 곡은 이후 투어 도중 로즈가 "우리가 함께 쓴 첫 번째 곡"이라고 언급했다), 〈November Rain〉, 〈The Garden〉이 이에 해당하는 곡들로 여겨진다. 또한 폴 매카트니 앤 윙스의 곡 〈Live and Let Die〉를 커버한 곡도 수록되어 있다.

## 커버 아트

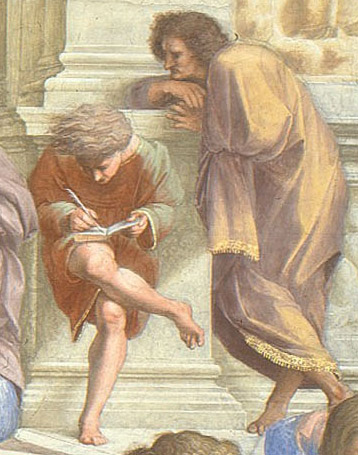
라파엘로, 《아테네 학당》 (상세)

두 음반의 커버 아트는 에스토니아계 미국인 아티스트 마크 코스타비의 작품이다. 커버는 라파엘로의 회화 《아테네 학당》의 일부를 발췌해 사용했다. 강조된 인물은 회화에 등장하는 많은 철학자들과 달리, 특정 인물과 일치한다고 알려진 바 없다. 두 음반 사이의 커버 아트 차이는 색상 구성뿐이다. 《Use Your Illusion I》은 노란색과 빨간색을 사용했다. 이 원본 그림은 폴 코스타비에 의해 《Use Your Illusion》이라는 제목으로 명명되었고, 이는 두 음반의 제목이 되었다. 《Use Your Illusion》 두 음반의 라이너 노트에는 감사 인사 중 "Fuck You, St. Louis!"라는 문구가 포함되어 있는데, 이는 1991년 7월, Use Your Illusion Tour 도중 할리우드 카지노 앰피시어터 근처에서 발생한 리버포트 폭동 사건을 언급한 것이다.

## 발매 및 평가
| 전문가 평가                   | 전문가 평가 |
| 평가 점수                     | 평가 점수   |
| 출처                          | 점수        |
| ----------------------------- | ----------- |
| AllMusic                      | [ 11 ]      |
| Chicago Tribune               | [ 12 ]      |
| Entertainment Weekly          | A           |
| Los Angeles Times             | [ 14 ]      |
| NME                           | 4/10        |
| Pitchfork                     | 8.4/10      |
| Q                             | [ 17 ]      |
| Rolling Stone                 | [ 18 ]      |
| The Rolling Stone Album Guide | [ 19 ]      |
| USA Today                     | [ 20 ]      |

1991년 9월 17일, 자정 발매된 《Use Your Illusion》 음반은 록 역사상 가장 기대되는 음반 중 하나이다. 업계에서는 마이클 잭슨의 《Thriller》나 브루스 스프링스틴의 《Born in the U.S.A.》와 같은 판매에 대한 예측이 있었는데, 이는 케이마트와 월마트가 현재 불경 때문에 음반의 재고를 거절했음에도 불구하고 그러했다. 두 음반 중 50만 장 이상이 2시간 만에 팔린 것으로 추정됐다. 두 음반 모두 국내적으로는 기대에 못 미쳤지만, 《Use Your Illusion I》는 5,502,000장이 팔렸고, 두 음반 모두 미국 음반 산업 협회에 의해 7배 플래티넘 인증을 받았다. 《Use Your Illusion I》는 두 번째 음반에 〈You Could Be Mine〉의 메인 리드 싱글이 포함되어 있었기 때문에 주로 《Use Your Illusion II》이하로 데뷔했다.
《Use Your Illusion I》에 대한 평가는 주로 긍정적이었으며, 이지 스트래들린의 영향으로 부분적으로 두 사람의 더욱 하드 록 음반으로 간주된다. 〈November Rain〉과 〈Coma〉 등 음반의 하이라이트를 높이 평가하면서도 음반에 담긴 필러의 양을 비판하는 평이 쏟아졌다. 《롤링 스톤》의 데이비드 프릭은 《Use Your Illusion I》에 대해 "이토록 육체적으로 공격적이고, 언어적으로 선동적이며 때로는 터무니없는 음반이 존재한다는 것 자체가 믿기 힘들 정도"라고 평했다. 그는 가사의 선동성에 대해 우려를 표했지만, "리프, 훅, 그리고 몸을 강타하는 사운드" 면에서는 강점이 있다고 평가했으며, 건즈 앤 로지스의 "뭐든 할 거면 과하게 하라"는 정신을 칭찬했다. 《USA 투데이》의 에드나 군더슨은 이 음반이 《Use Your Illusion II》보다 "약간 더 낫다"고 평했으며, 《시카고 트리뷴》의 그렉 코트는 《Use Your Illusion II》를 더 선호했지만, 여전히 《Use Your Illusion I》에 대해 "지속적으로 몰입감을 준다"고 평가했다. 로버트 크리스트가우는 이 음반에 "별 하나 명예 언급"을 부여하며 〈Don't Damn Me〉를 최고의 트랙으로 꼽았다. 그러나 《NME》의 메리 앤 홉스는 《Use Your Illusion》 두 음반에 강력한 곡이 다섯 곡뿐이라며, 《Use Your Illusion I》에서는 〈Double Talkin' Jive〉만이 유일한 하이라이트라고 혹평했다.

## 곡 목록
| #   | 제목                                            | 작사·작곡                               | 재생 시간 |
| --- | ----------------------------------------------- | --------------------------------------- | --------- |
| 1.  | 〈Right Next Door to Hell〉                     | 액슬 로즈, 이지 스트래들린, 티모 칼티아 | 3:02      |
| 2.  | 〈Dust N' Bones〉                               | 슬래시, 스트래들린, 더프 맥케이건       | 4:58      |
| 3.  | 〈Live and Let Die〉 (폴 매카트니 앤 윙스 커버) | 폴 매카트니, 린다 매카트니              | 3:04      |
| 4.  | 〈Don't Cry〉                                   | 로즈, 스트래들린                        | 4:44      |
| 5.  | 〈Perfect Crime〉                               | 로즈, 슬래시, 스트래들린                | 2:23      |
| 6.  | 〈You Ain't the First〉                         | 스트래들린                              | 2:36      |
| 7.  | 〈Bad Obsession〉                               | 스트래들린, 웨스트 아킨                 | 5:28      |
| 8.  | 〈Back Off Bitch〉                              | 로즈, 폴 토바이어스                     | 5:03      |
| 9.  | 〈Double Talkin' Jive〉                         | 스트래들린                              | 3:23      |
| 10. | 〈November Rain〉                               | 로즈                                    | 8:57      |
| 11. | 〈The Garden〉 (Feat. 앨리스 쿠퍼)              | 로즈, 아킨, 델 제임스                   | 5:22      |
| 12. | 〈Garden of Eden〉                              | 로즈, 슬래시                            | 2:41      |
| 13. | 〈Don't Damn Me〉                               | 로즈, 슬래시, 데이브 랭크               | 5:18      |
| 14. | 〈Bad Apples〉                                  | 로즈, 슬래시, 스트래들린, 맥케이건      | 4:28      |
| 15. | 〈Dead Horse〉                                  | 로즈                                    | 4:17      |
| 16. | 〈Coma〉                                        | 로즈, 슬래시                            | 10:13     |

## 인증
| 국가                                                                                         | 인증        | 판매량/출하량 |
| -------------------------------------------------------------------------------------------- | ----------- | ------------- |
| 아르헨티나 (CAPIF)                                                                           | 5× 플래티넘 | 300,000^      |
| 오스트레일리아 (ARIA)                                                                        | 4× 플래티넘 | 280,000^      |
| 오스트리아 (IFPI 오스트리아)                                                                 | 2× 플래티넘 | 100,000*      |
| 벨기에 (BEA)                                                                                 | 2× 플래티넘 | 100,000*      |
| 브라질 (Pro-Música Brasil)                                                                   | 플래티넘    | 250,000*      |
| 캐나다 (뮤직 캐나다)                                                                         | 다이아몬드  | 1,000,000^    |
| 덴마크 (IFPI Danmark)                                                                        | 2× 플래티넘 | 160,000       |
| 핀란드 (Musiikkituottajat)                                                                   | 플래티넘    | 67,662        |
| 프랑스 (SNEP)                                                                                | 플래티넘    | 436,600       |
| 독일 (BVMI)                                                                                  | 2× 플래티넘 | 1,000,000^    |
| 일본 (RIAJ)                                                                                  | 2× 플래티넘 | 400,000^      |
| 이탈리아 (FIMI) since 2009                                                                   | 플래티넘    | 50,000        |
| 멕시코 (AMPROFON)                                                                            | 골드        | 100,000^      |
| 네덜란드 (NVPI)                                                                              | 2× 플래티넘 | 200,000^      |
| 뉴질랜드 (RMNZ)                                                                              | 플래티넘    | 15,000^       |
| 노르웨이 (IFPI 노르웨이)                                                                     | 2× 플래티넘 | 100,000*      |
| 스페인 (PROMUSICAE)                                                                          | 플래티넘    | 100,000^      |
| 스웨덴 (GLF)                                                                                 | 플래티넘    | 100,000^      |
| 스위스 (IFPI 스위스)                                                                         | 2× 플래티넘 | 100,000^      |
| 영국 (BPI)                                                                                   | 플래티넘    | 300,000^      |
| 미국 (RIAA)                                                                                  | 7× 플래티넘 | 7,000,000^    |
| *판매량을 기반으로 한 인증 · ^출하량을 기반으로 한 인증 · 판매량+스트리밍을 기반으로 한 인증 |             |               |